# هشام جعيط
هشام جعَيْط (1935- 2021 م) مؤرِّخ ومفكِّر إسلامي تونسي، وأستاذ جامعي.

## سيرته
ولد هشام جعيط في العاصمة تونس، يوم الجمعة 10 رمضان 1354هـ الموافق 6 ديسمبر 1935م، لعائلة من المثقفين والقضاة وكبار المسؤولين من البرجوازية الكبيرة في تونس العاصمة، وهو حفيد الوزير الأكبر يوسف جعيط، وابن أخي العالم والشيخ محمد عبد العزيز جعيط.
تلقَّى هشام تعليمه الثانوي بالمدرسة الصادقية قبل أن يواصل تعليمه العالي في العاصمة الفرنسية باريس وحصل على شهادة التبريز في التاريخ سنة 1962 بإشراف كلود كاهين. ثم حصل على دكتوراه في التاريخ الإسلامي من جامعة السوربون بباريس سنة 1981. نشر العديد من الأعمال الفكرية والتخصصية باللغتين العربية والفرنسية.
عمل أستاذًا فخريًّا لدى جامعة تونس، وأستاذًا زائرًا بعدَّة جامعات عربية وأوربية وأميركية، منها جامعة ماك غيل (مونتريال)، وجامعة كاليفورنيا بركلي، ومعهد فرنسا. تولَّى رئاسة المجمع التونسي للعلوم والآداب والفنون «بيت الحكمة» بين سنتي 2012 و2015، وهو عضو في الأكاديمية الأوربية للعلوم والفنون.

## مؤلفاته
- الشخصية العربية الإسلامية والمصير العربي، بيروت، دار الطليعة، 1984.
- الكوفة: نشأة المدينة العربية الإسلامية، بيروت، دار الطليعة، 1986.
- الفتنة: جدلية الدين والسياسة في الإسلام المبكر، بيروت، دار الطليعة، 1992.
- أزمة الثقافة الإسلامية، بيروت، دار الطليعة، 2000.
- تأسيس الغرب الإسلامي، بيروت، دار الطليعة، 2004.
- أوروبا والإسلام: صدام الثّقافة والحداثة، بيروت، دار الطليعة، 2007.
- في السيرة النبوية. 1: الوحي والقرآن والنبوَّة، بيروت، دار الطليعة، 1999.
- في السيرة النبوية. 2: تاريخية الدعوة المحمَّدية، بيروت، دار الطليعة، 2006.
- في السيرة النبوية.3: مسيرة محمد في المدينة وانتصار الإسلام، بيروت، دار الطليعة، 2014.

## جوائزه وتكريمه
- 1989: الجائزة الوطنية للعلوم الإنسانية (تونس).
- 2007: جائزة سلطان بن علي العويس للدراسات الإنسانية (الإمارات العربية المتحدة).
- 2015: الميدالية الذهبية للدراسات الاجتماعية (تونس).
- 2016: درع الكومار الذهبي للكتابة الإبداعية (تونس).
- 2016: جائزة المؤسسة العربية للدراسات والنشر (لبنان).

- الصنف الأول من وسام الجمهورية (تونس).
- الصنف الأول من الوسام الوطني للاستحقاق (تونس).

## كتابه الفتنة
يقول المؤرِّخ العراقي جمال الدين فالح الكيلاني: «يدخل كتاب الفتنة لهشام جعيط في زمرة المراجع التاريخية الرئيسة التي لا غنًى للباحث عنها، وبرهنت على أن المسلمين ولَجُوا بابَ العلم الحديث في استقراء تاريخ الإسلام. لقـد حاول جعيط أن يمارس تاريخًا تفهُّميًّا إلى حدٍّ بعيد، وأن يغوصَ حتى قلب المناخ الذهني والعقلـي للعصر، وأن يسعى لفهم كيفية تفكير أهله، وما كانت عليه أصنافهم ومقولاتهم وقيمهم. حتى أنه حاول ـ كما أشـار ـ الكلام بلغتهم. ومن ناحية ثانية، فـإنه في الوقت الذي حاول أن يُدركَ بوضوح كثـرة المعطيات، وأن يحلل البنى، وأن يكتب تاريخًا شموليًّا، إنمـا أراد أيضًا أن يرويَ، أن يخبر، مكتنهًا من خلال الرواية، هـذه المرحلة الغنية بالرجالات والأحداث، وأن يتوصَّل في نهاية المطـاف إلى أن يعيش مع هؤلاء الناس وهاته الأحداث».
ووصفه الباحث والمؤرِّخ السوري إبراهيم الزيبق بقوله: «هشام جعيط باحث مُشبَع بالأفكار الاستشراقية حول الإسلام، بل إنه في بعضها أشدُّ منهم دفاعًا عنها، وهو يستند في تأريخه للسيرة إلى وجهة نظر وضعية تاريخية، وليس إلى وجهة نظر إيمانية».

## وفاته
توفي هشام جعيط يوم الثلاثاء 20 شوَّال 1442هـ الموافق أول يونيو 2021م، عن عمر ناهز ستة وثمانين عامًا، بعد معاناة المرض.

## وصلات خارجية
- هشام جعيط في برنامج ضيف وقضية:«تداعيات الواقع العربي المعاصر»، تقديم محمد كريشان